# Baie Yos Sudarso
Pour les articles homonymes, voir Humboldt, Yos Sudarso et YOS.
La baie Yos Sudarso (indonésien : Teluk Yos Sudarso) ou baie de Yos Sudarso, aussi connue par le passé sous le nom de baie de Humboldt de 1827 à 1968 (à ne pas confondre avec la baie éponyme en Californie) est une baie située sur la côte nord de la Nouvelle-Guinée, à environ 50 kilomètres à l'ouest de la frontière entre la province indonésienne de Papouasie et le pays de Papouasie-Nouvelle-Guinée. La capitale provinciale indonésienne, Jayapura, est située dans la baie.
Elle fut le lieu d'un débarquement américain en 1944 lors de la bataille de Hollandia, dans le cadre de la campagne de Nouvelle-Guinée durant la guerre du Pacifique.

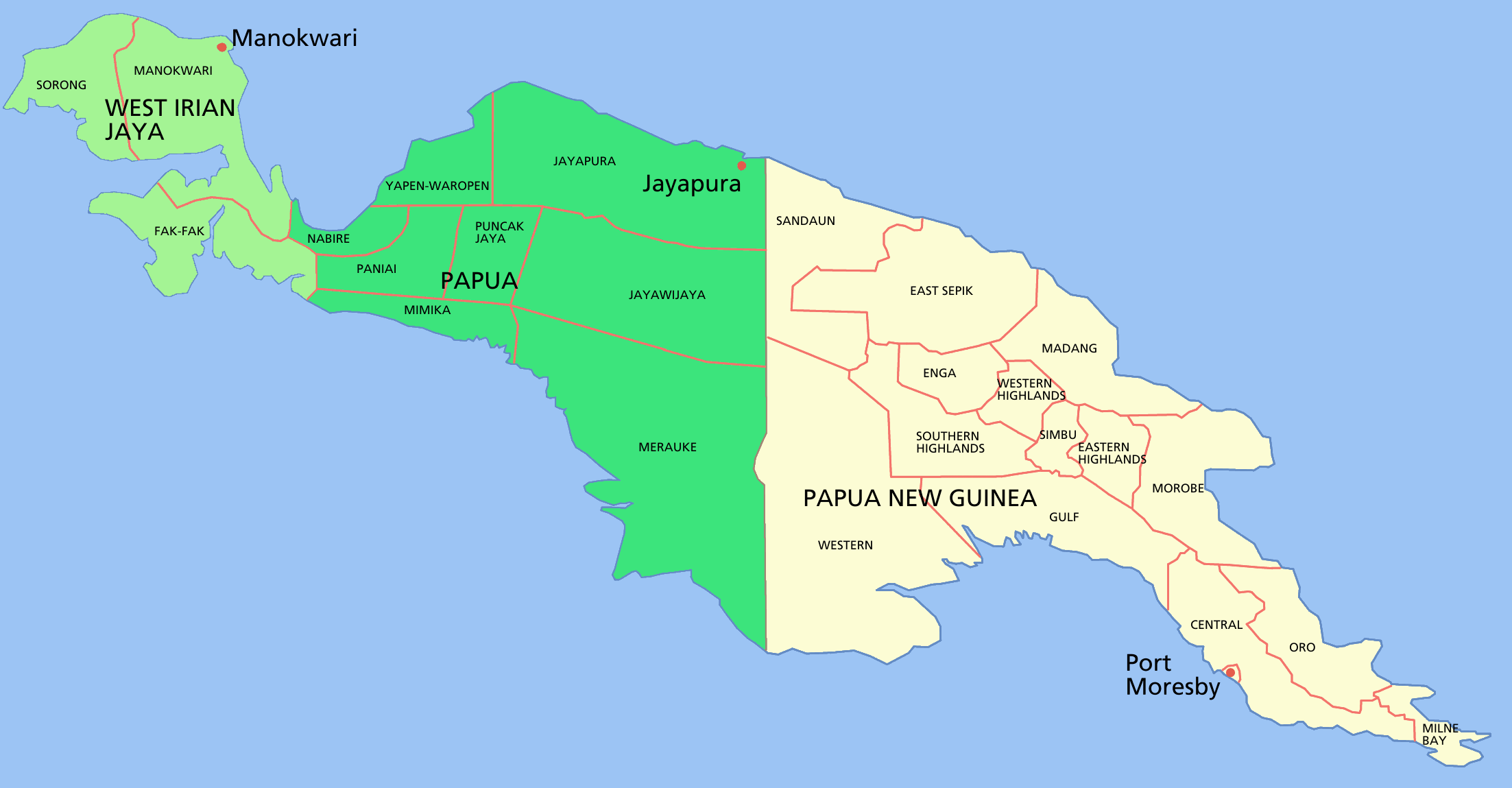
Nouvelle Guinée. Cliquez sur la carte pour voir Jayapura et Teluk Yos Sudarso. La baie est l'indentation non marquée au nord-est de la ville, qui se trouve au centre de la côte nord de l'île.

## Histoire

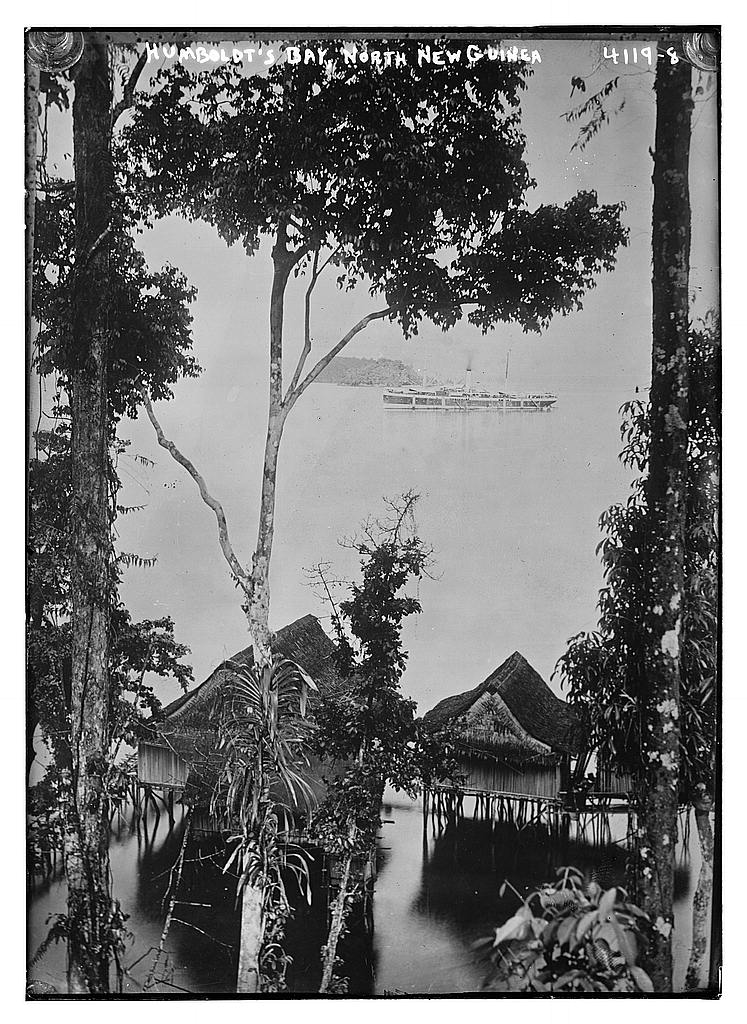
La baie de Humboldt dans les années 1910

En 1827, l'explorateur français Jules Dumont d'Urville a donné à la baie le nom d'Alexander von Humboldt, après l'avoir remarquée lors de son premier voyage avec le Astrolab. L'expédition néerlandaise Etna de 1858, dirigée par Hugo van der Goes, a été la première à explorer et à cartographier la baie. Son objectif était de trouver des emplacements potentiels pour l'établissement d'un poste gouvernemental permanent en Nouvelle-Guinée et cet emplacement s'est avéré supérieur aux autres. Cependant, il a fallu attendre mars 1910, poussés par les revendications allemandes sur la côte nord de la Nouvelle-Guinée, pour que les Néerlandais établissent Hollandia dans la baie. Après l'indépendance de l'Indonésie, la ville est devenue la capitale de la Nouvelle-Guinée néerlandaise en 1949. Elle a été rebaptisée Kota Baru ("Nouvelle ville") en novembre 1962, Sukarnopura ("Ville Sukarno") en 1963 ou 1964, et après la transition vers le Nouvel Ordre Jayapura ("Ville de la Victoire") en 1968. Le nom de la baie de Humboldt a été conservé au moins jusqu'à cette même année, date à laquelle elle a été rebaptisée du nom de l'officier de marine indonésien Yos Sudarso, qui a péri lors d'un engagement naval entre les Néerlandais et les Indonésiens en 1962 (bataille de la mer d'Arafura).
Pendant la Seconde Guerre mondiale, la région a été occupée par les Japonais en avril 1942, puis libérée par les forces américaines (Opération Reckless) le 22 avril 1944, et a accueilli une importante base navale américaine, la base navale Hollandia (Naval Base Hollandia). Elle a servi de quartier général au général Douglas MacArthur jusqu'à la conquête des Philippines en mars 1945.